# Nicolas Grégoire Aulmont de Verrières
Pour les articles homonymes, voir Verrières.
Nicolas-Grégoire Aulmont de Verrières, né le 5 août 1746 à Paris, mort le 10 novembre 1831 à Saint-Germain-en-Laye (Yvelines), est un général français de la Révolution et de l’Empire.

## Biographie
Entré au service le 6 mars 1762, dans les gendarmes de la garde du roi, il passe ensuite dans le corps de l'artillerie le 30 novembre 1765, et est employé en qualité de capitaine à l'arsenal de Metz en 1783, et avec le même grade et la croix de Saint-Louis, en avril 1790.
Il commande en second l'arme du génie, nommé le 30 août 1793 chef de brigade, il sert à l'armée des Pyrénées orientales, en 1794 et 1795 ;  est promu au grade de général de brigade le 16 octobre 1795. Il sert à l'armée d'Italie en 1796, et commande l'artillerie au siège de Milan, qui capitule le 29 juin.
Employé dans les îles Ioniennes, en 1798, il sauve, le 20 octobre, en avant du fort de Butrinto, un obusier auprès duquel il est demeuré, seulement avec deux canonniers et quelques grenadiers. Il sert lui-même cette pièce, et la tire à mitraille avec tant de justesse et de promptitude, qu'il fait rétrograder les Turcs et les Albanais qui s'avançaient pour s'en emparer. Le 10 février 1799, il combat vaillamment dans une sortie que les Français tentent de Corfou, contre les Russes et les Turco-Albanais, qui en font le siège, et parvient à reprendre une pièce de canon dont un parti ennemi s'était emparé par surprise.
À son retour en France, il est nommé commandant de l'artillerie de la 17e division militaire, et mérite un sabre d'honneur à la journée du 18 brumaire an VIII (9 novembre 1799).
Employé à l'armée du général Macdonald, en 1800, il la suit au passage du Splugen, et concourt à toutes les actions de cette campagne. Il fait presque toutes celles qui suivent, au VIIIe corps de la Grande Armée, jusqu'en 1810, époque à laquelle il est mis à la retraite, après 58 ans et demi de services. Il a été fait commandeur de la Légion d'honneur le 14 juin 1804.
Il est mort le 10 novembre 1831 à Saint-Germain-en-Laye (Yvelines).

## Carrière militaire
- Général de brigade le 16 octobre 1795 ;
- Directeur d'artillerie aux îles Ioniennes du 3 novembre 1797 au 3 mars 1799 ;
- Commandant de l'artillerie des 14, 15 et 17 divisions militaires du 10 septembre 1799 au 21 août 1800 ;
- Commandant en second de l'artillerie de l'armée des Grisons de novembre 1800 au 21 janvier 1802 ;
- Inspecteur général d'Artillerie du 21 janvier 1802 au 6 janvier 1806 ;
- Commandant de l'artillerie du 8e corps du 6 janvier 1806 au 12 décembre 1806 ;
- Commandant de la Basse Silésie et de la place de Glogau du 12 décembre 1806 au 27 août 1808 ;
- En disponibilité le 27 août 1808 ;
- En retraite le 27 mars 1809 ;
- Commandant de Landau du 7 mai 1812 au 24 décembre 1814 ;
- En retraite le 9 janvier 1814 ;
- €n retraite le 1er janvier 1815.

## Décorations, titres et distinctions
- Chevalier de l'Empire le 9 janvier 1810,
- Baron de l'Empire le 1er mars 1812 (décret), 1er mai 1812 (lettres patentes),
- Commandant de la Légion d'honneur le 14 juin 1804[1],
- Chevalier de Saint-Louis en avril 1790.

## Armoiries
| Figure | Blasonnement |
|        | Armes des Aulmont de Verrières sous l'Ancien Régime De sable, à un mont ou rocher isolé d'or, au chef d'azur, soutenu d'une divise d'argent, et chargé d'un soleil d'or.                        |
|        | Armes de chevalier de l'Empire Tiercé en fasce : d'azur à l'étoile d'or ; de gueules au signe des chevaliers légionnaires ; et d'argent au rocher de six coupeaux de sable.                     |
|        | Armes du baron Aulmont et de l'Empire D'argent à un rocher de six coupeaux de sable mouvant de la pointe, au comble d'azur chargé d'une étoile d'or ; au franc-quartier des Barons militaires., |